# Contea di Adams (Dakota del Nord)
La contea di Adams (in inglese Adams County) è una contea del Dakota del Nord, USA. Al censimento del 2000 la popolazione era di 2 593 abitanti. Il suo capoluogo è Hettinger.

## Geografia fisica
L'U.S. Census Bureau certifica che l'estensione della contea è di 2561 km², di cui 2559 km² composti da terra e 2 km² composti di acqua.
La contea si trova nel sud-ovest dello Stato, al confine con il Dakota del Sud. Si tratta di una regione semi arida con grandi praterie. A est scorre il fiume Missouri, a ovest il Little Missouri. Caratteristica della contea sono i calanchi.

### Contee confinanti
- Contea di Hettinger - nord
- Contea di Grant - nord-est
- Contea di Sioux - est
- Contea di Corson (Dakota del Sud) - sud-est
- Contea di Perkins (Dakota del Sud) - sud
- Contea di Harding (Dakota del Sud) - sud-ovest
- Contea di Bowman - ovest
- Contea di Slope - nord-ovest

## Storia
La contea fu creata nell'aprile del 1907 dalla parte meridionale della contea di Hettinger. Il nome le fu dato in onore di John Quincy Adams, sesto presidente degli Stati Uniti.

## Comuni
- Bucyrus - city
- Haynes - city
- Hettinger (capoluogo) - city
- Reeder - city

## Strade principali
- U.S. Highway 12
- North Dakota Highway 8
- North Dakota Highway 22

## Società

### Evoluzione demografica

Situazione demografica

Abitanti censiti